# Fimbristylis cephalotes
Fimbristylis cephalotes är en halvgräsart som beskrevs av Ernst Gottlieb von Steudel. Fimbristylis cephalotes ingår i släktet Fimbristylis och familjen halvgräs. Inga underarter finns listade i Catalogue of Life.